# 哈尔滨松花江铁路特大桥
哈尔滨松花江铁路特大桥是哈齐高铁和滨洲铁路共用的一座横跨松花江的大桥，位于黑龙江省哈尔滨市，全长3460.58米。

## 历史
2014年12月10日，松花江特大桥普速部分投入使用。